# Wójtostwo (stacja kolejowa)
Wójtostwo – zlikwidowana stacja kolejowa w Wójtostwie, w gminie Pomiechówek, w powiecie nowodworskim w województwie mazowieckim, w Polsce. Położona na linii kolejowej z Łajsk (obecnie Legionowo Piaski) do Nasielska. Linia ta została ukończona w lutym 1939 roku. Linia ta została rozebrana we wrześniu 1939 roku.